# 5141 Tachibana
5141 Tachibana eller 1990 YB är en asteroid i huvudbältet som upptäcktes den 16 december 1990 av den japanska astronomen Tsutomu Seki vid Geisei-observatoriet. Den är uppkallad efter Kendoklubben Tachibana.
Asteroiden har en diameter på ungefär 8 kilometer och den tillhör asteroidgruppen Koronis.